# Yavuz Turgul
Yavuz Turgul (nascido a 5 de abril de 1946 em Istambul, Turquia) é um director de cinema e roteirista turco, que é mais conhecido pelo seu sucesso de bilheteira O Bandido (1996) e que tem ganho a Laranja de Ouro ao Melhor Guião quatro vezes por Abbas em Flor (1982), A Aga (1985), o Senhor Muhsin (1987) e O Jogo de Sombras (1992); Laranja de Ouro ao Melhor Filme pelo Senhor Muhsin (1987) e o 2º Melhor Filme por Gölge Oyunu (1992); e uma Laranja de Ouro como prémio aos sucessos da sua vida.

## Biografia
Yavuz Turgul graduou-se no Instituto de Jornalismo da Universidade de Istambul e trabalhou como jornalista durante seis anos para a revista Ses antes de começar a escrever guiões. Conseguiu um sucesso momentâneo no final dos 70 e princípios dos 80, com guiões para uma série de populares produções de comédia do produtor e director Ertem Eğilmez e o director Kartal Tibet, incluindo Tosun Paşa (1976), o Sultán (1978) e Hababam Sınıfı Güle Güle (1981).
Ele obteve um maior sucesso nos anos 80 ao ganhar a Laranja de Ouro ao Melhor Guião por Abbas em Flor (1982), dirigida por Sinan Çetin, fazendo a sua estreia como director com Fahriye Abla (1984) e ao ganhar a Laranja de Ouro ao Melhor Guião pela segunda vez por A Aga (1985), dirigida por Nesli Çölgeçen antes da consolidação do seu sucesso ao ganhar Laranjas de Ouro ao Melhor Filme e Melhor Guião, bem como prémios em festivais de cinema em Istambul e São Sebastião para o seu segundo esforço de direcção em Senhor Muhsin (1987), que de acordo a Rekin Teksoy, "é seu filme mais importante."
Nos anos 90 continuou com O Inesquecível Director de Filmes de Amor (1990) e O Jogo de Sombras (1992), pela que ganhou um prémio Laranja de Ouro como o 2º Melhor Filme e Melhor Guião, antes de conseguir o seu maior sucesso de bilheteira com a popular longa-metragem O Bandido (1996), que, segundo Rekin Teksoy, "trouxe audiências turcas de novo aos seus assentos" e o fez "um pioneiro da área durante este período", bem como o vencedor do Golden Dolphin no Festróia - Festival Internacional de Cinema de Tróia.
Regressou após uma longa ausência com Apaixonados (2005), que ganhou o Prémio ao Espírito Queens, e escreveu Para o Amor e a Honra (2007), dirigido por Ömer Vargı, que foi lançado no mesmo ano em que recebeu um Golden Orange Lifetime Achievement Award. O seu último filme, Temporada de Caça, publicou-se a 3 de dezembro de 2010.
Esteve casado com a actriz turca Itır Esen, com quem tem 2 filhos.

## Filmografia
| Filmes | Filmes                                                                                    | Filmes          | Filmes          | Filmes          | Filmes                                                     |
| Ano    | Título                                                                                    | Acreditado como | Acreditado como | Acreditado como | Notas                                                      |
| Ano    | Título                                                                                    | Director        | Produtor        | Escritor        | Notas                                                      |
| ------ | ----------------------------------------------------------------------------------------- | --------------- | --------------- | --------------- | ---------------------------------------------------------- |
| 1976   | Tosun Paşa                                                                                |                 |                 | Sim             |                                                            |
| 1978   | O sultão                                                                                  |                 |                 | Sim             |                                                            |
| 1979   | Erkek Güzeli Sefil Bilo                                                                   |                 |                 | Sim             |                                                            |
| 1979   | Banker Bilo                                                                               |                 |                 | Sim             |                                                            |
| 1981   | Davaro                                                                                    |                 |                 | Sim             |                                                            |
| 1981   | Hababam Sınıfı Güle Güle                                                                  |                 |                 | Sim             |                                                            |
| 1982   | Abbas em Flor (em turco: Çiçek Abbas)                                                     |                 |                 | Sim             | Ganhou a Laranja de Ouro ao Melhor Guião.                  |
| 1982   | Iffet                                                                                     |                 |                 | Sim             |                                                            |
| 1983   | Aşk Kadını                                                                                |                 |                 | Sim             |                                                            |
| 1983   | Şekerpare                                                                                 |                 |                 | Sim             |                                                            |
| 1984   | Fahriye Abla                                                                              | Sim             |                 | Sim             |                                                            |
| 1985   | Züğürt Ağa                                                                                |                 |                 | Sim             | Ganhou a Laranja de Ouro ao Melhor Guião.                  |
| 1987   | Senhor Muhsin (em turco: Muhsin Bey)                                                      | Sim             |                 | Sim             | Ganhou Laranjas de Ouro ao Melhor Filme e ao Melhor Guião. |
| 1990   | O Inesquecível Director de Filmes de Amor (em turco: Aşk Filmlerinin Unutulmaz Yönetmeni) | Sim             |                 | Sim             |                                                            |
| 1993   | O Jogo de Sombras (em turco: Gölge Oyunu)                                                 | Sim             |                 | Sim             | Ganhou Laranjas de Ouro ao Melhor Filme e ao Melhor Guião. |
| 1996   | O Bandido (em turco: Eşkıya)                                                              | Sim             | Sim             | Sim             | [ 4 ]                                                      |
| 2005   | Apaixonados (em turco: Gönül Yarası)                                                      | Sim             |                 | Sim             |                                                            |
| 2007   | Para o Amor e a Honra (em turco: Kabadayı)                                                |                 |                 | Sim             |                                                            |
| 2010   | Temporada De Caça                                                                         | Sim             |                 | Sim             |                                                            |